# Тоберклэр
Тоберклэр (англ. Tubberclare; ирл. Tobarclair) — деревня в Ирландии, находится в графстве Уэстмит (провинция Ленстер) у национальной трассы N55 в двух километрах севернее Глассана.